# Bath Furnace (метеорит)
Bath Furnace (рус. Бат-Фёрнис) — метеорит-хондрит класса L6, упавший 15 ноября 1902 г. в 18:45 по CST (17 ноября в 00:45 по всемирному времени) вблизи покинутого поселения Bath Furnace на востоке штата Кентукки, США, в 50 милях к востоку от Лексингтона. Масса наибольшего найденного экземпляра 75,3 кг. Падение метеорита наблюдалось на пространстве от Джорджии и Луизианы на юге до Огайо на севере, в числе наблюдателей болида было двое учёных (в Кентукки и Огайо), составивших квалифицированные отчёты. Траектория (Миллер, 1903) была направлена на 13° к северу от направления на восток (то есть азимут 77°) и наклонена на 77 градусов к горизонтали. Точка взрыва болида, наблюдавшаяся из Лексингтона, имела высоту 9°30′ и азимут 81°.
Первый из найденных трёх кусков метеорита (массой 5,9 кг) упал на дороге и был найден местным домовладельцем Бафордом Стейтеном на следующее утро после падения; он сообщил, что слышал звук падения, напоминавший звучание пилы. Ещё одна часть метеорита (массой 223 г) была найдена в 100 м к западу от первой. Наиболее крупная часть (75,3 кг) была найдена в мае 1903 г. примерно в 13⁄4 мили к югу охотником на белок, обратившим внимание на повреждения дуба, в который попал метеорит. Хотя в окрестностях этой точки были найдены и другие повреждённые деревья, других частей метеорита не было обнаружено, несмотря на поиски.
Вначале предполагалось, что метеорит принадлежал к метеорному потоку Леониды, поскольку он упал в начале периода активности этого потока. Однако позже это предположение было отброшено, так как Леониды являются остатком кометы, тогда как выпадающие на поверхность Земли метеоритные тела являются обломками астероидов.
На момент обнаружения метеорит стал третьим по величине из всех метеоритов, когда-либо до этого найденных в западном полушарии.